# Вестернохе
Вестернохе (њем. Westernohe) општина је у њемачкој савезној држави Рајна-Палатинат. Једно је од 192 општинска средишта округа Вестервалд. Према процјени из 2010. у општини је живјело 965 становника. Посједује регионалну шифру (AGS) 7143309.

## Географски и демографски подаци
Вестернохе се налази у савезној држави Рајна-Палатинат у округу Вестервалд. Општина се налази на надморској висини од 425 метара. Површина општине износи 7,5 km². У самом мјесту је, према процјени из 2010. године, живјело 965 становника. Просјечна густина становништва износи 129 становника/km².